# Carolina marsh tacky
Carolina marsh tacky är en ganska liten hästras från delstaten South Carolina i USA där den utvecklades för över 500 år sedan från hästar som fördes från Europa till Amerika med spanjorerna. Trots att anhängare till rasen menar att Carolina Marsh Tacky är den säkraste ridhästen i världen, som kan ta en människa över vilken terräng som helst, är rasen nära att dö ut. Enbart cirka etthundra djur finns kvar. 

## Historia
För mer än 500 år sedan strandade spanska conquistadorer i Amerika, lastade med bland annat spanska hästar. En del av de hästar som fördes till Amerika rymde eller släpptes fria på stäpperna och utvecklades snart i flera olika grupper och flockar med förvildade hästar. Dessa anses vara grunden till carolina marsh tacky. Under kolonitiden användes hästarna som körhästar, packdjur och boskapshästar men var även älskade av många indianstammar bland andra Chickasaw och Cherokee. 
När nybyggarna anlände till Amerika hade de med sig en rad med nya hästraser bland annat engelska fullblod, arabiska fullblod och andra orientaliska hästar vilket gjorde att marshtackyhästen genast minskade i antal då uppfödningen inte längre lönade sig. Många hästar släpptes lösa och levde vilt eller halvvilt i de sumpiga områdena i South Carolina. En del tackyhästar fångades in, tämjdes och reds in för att bli ridhästar och sen sålda. Tackyhästarna vandrade även bort från sumpmarkerna och under 1800-talet dokumenterade man hästar så långt norrut som den övre gränsen i North Carolina och så långt söderut som gränsen mellan Florida och Georgia. 
Efter det amerikanska inbördeskriget släpptes många slavar fria. Dessa slavar blev erbjudna lite land och varsin tacky för att kunna börja om på nytt med bra förutsättningar. De gamla slavarna visade sig få mycket nytta av hästarna som under alla generationer som vildhästar ute i sumpmarkerna nu kunde navigera helt säkert genom träskmarker och de visade sig vara oumbärliga som jakthästar, jordbrukshästar, ridhästar och körhästar. De drog även postvagnar och många av traktens läkare använde marsh tacky som vagnshästar för att snabbt kunna ta sig fram till skadade människor. 
Ända fram till 1950-talet avlades rasen, främst på öarna utanför South Carolinas kuster, men när vägarna blev asfalterade avtog aveln och 1974 fanns enbart en enda registrerad häst kvar i South Carolina. Några få uppfödare avlade dock vidare och rasen är idag extremt utrotningshotad och ligger under beskydd från regeringen, även om inget avelsprogram har tagits fram för att rädda rasen.

## Egenskaper
Carolina marsh tacky är en flexibel häst, mest känd för sina otroliga förmågor att kunna navigera i svåråtkomliga träskmarker med en säkerhet på foten som förvånar många. Hästarna påminner mycket om spanska hästraser som andalusier vilket visar på släktskapet med de gamla spanska hästarna. Huvudet är ädelt med stora, snälla ögon och rasen har en väldigt stolt utstrålning. Man och svans växer bra och blir ofta långa och tjocka om de inte klipps, vilket skyddar från flugor och andra insekter, troligtvis ett arv från tiden som vildhäst i träskmarkerna. 
Carolina marsh tacky kommer i alla hela färger, det vill säga brun, fux, black, bork, skimmel eller svart. En del av hästarna kan få riktiga vildhästfärger som black med ål, det vill säga en mörkare rand på ryggen. Även andra primitiva tecken, som till exempel zebratecken, som oftast syns på vilda hästar eller små ponnyer med härstamning från gamla primitiva raser, kan finnas hos marsh tacky. 
I dag finns cirka 100 registrerade hästar i USA och detta enbart tack vare få hängivna uppfödare. 